# Cortinariaceae
A Cortinariaceae é uma grande família de cogumelos da Ordem Agaricales encontrada em todo o mundo, com mais de 3.200 espécies. O nome da família vem de seu maior gênero, o Cortinarius. Muitos gêneros anteriormente pertencentes à Cortinariaceae foram colocados em outras famílias, incluindo Hymenogastraceae, Inocybaceae e Bolbitiaceae.
A toxina mortal orelanina foi encontrada em pelo menos 34 espécies da família Cortinariaceae.

## Taxonomia
A Cortinariaceae é uma família de cogumelos da Ordem Agaricales. O himênio produtor de esporos está localizado nas lamelas. A pileipellis é uma cutis. A esporada é marrom e, na maioria dos gêneros dessa família, os esporos são ornamentados.
Em 2022, a família Cortinariaceae foi reclassificada com base em dados genômicos e dividida nos gêneros Cortinarius, Aureonarius, Austrocortinarius, Calonarius, Cystinarius, Hygronarius, Mystinarius, Phlegmacium, Thaxterogaster e Volvanarius. Inúmeras espécies de Cortinarius foram transferidas para esses gêneros como resultado desse trabalho e muitas espécies novas foram descritas.

## Diferenças nos gêneros
As espécies do gênero bihemisférico Aureonarius são caracterizadas por cores vivas amarelas, laranja ou vermelhas, pelo menos em algumas partes do basidioma.
Austrocortinarius é um gênero pequeno do Hemisfério Sul, atualmente conhecido apenas da Austrália e da Nova Zelândia. Os representantes do gênero são fáceis de reconhecer pela combinação de pileipellis simples, basidioma grande e branco e um véu universal peronado, muitas vezes formando um anel distinto na parte superior do estipe.
O gênero Calonarius, rico em espécies, é atualmente conhecido apenas no Hemisfério Norte. Os membros desse gênero são caracterizados por basidiomas de tamanho médio a grande, pileocárpicos, muitas vezes de cores vivas, variando de  branca, amarela, laranja, verde, olivácea, marrom, preta ou roxa, com um bulbo geralmente com margens distintas na base do estipe. As espécies são mais parecidas com as dos gêneros Phlegmacium e Thaxterogaster, mas a combinação da pileipellis simples, bulbo marginado no estipe e esporos amigdaliforme a citriformes grosseiramente verrucosos, distingue os membros de Calonarius das outras espécies.
Cortinarius são cogumelos com esporos verrugosos, que depositam uma esporada marrom-ferruginosa. Os cogumelos desse gênero têm um véu parcial que é uma cortina. Esses cogumelos são terrestres e micorrízicos, e podem variar de pequenos a grandes, de secos a glutinosos, carnudos, e são de cores variadas, embora a cor marrom seja a mais comum. A pileipellis é dupla, com uma hipoderme mais ou menos desenvolvida
No pequeno gênero bihemisférico Cystinarius os píleos são inicialmente hemisférico, depois convexo a plano-convexo, com superfície fibrilosa a tomentosa, nas cores amarelo-alaranjado, marrom-amarelado, marrom-ocráceo, marrom-acinzentado, marrom, marrom-avermelhado a marrom-escuro, em algumas espécies com manchas. As espécies são fáceis de reconhecer pela combinação única de pequenos esporos (6-9 × 3,5-5 μm) e pela presença de queilo e pleurocistídios.
Hygronarius é um pequeno gênero bihemisférico que inclui espécies agaricoides de tamanho pequeno a médio, estipitocárpicas, com cores amarelo-marrom a vermelho-marrom. O estipe é seco e o píleo é seco ou viscoso e higrófano. A pileipellis é dupla, com uma hipoderme mais ou menos desenvolvida.
As espécies do pequeno gênero bihemisférico Mystinarius têm basidiomas agaricoides de tamanho médio, estipitocárpicos, com píleo amarelo a marrom-avermelhado, um pouco viscoso a quase seco e estipe branco a amarelo, e seco. A pileipellis é dupla.
A maioria das espécies do gênero Phlegmacium tem uma pileipellis dupla com uma hipoderme mais ou menos desenvolvida. Algumas espécies do gênero Cystinarius também podem ser confundidas com as espécies do gênero Phlegmacium, mas as espécies de Cystinarius têm queilo e pleurocistídios distintos e um píleo seco.
O tamanho dos basidiomas das espécies do gênero Thaxterogaster varia de pequeno a grande e a coloração varia de branco, ocráceo, esverdeado, marrom a roxo. Várias linhagens desse gênero têm um odor semelhante ao de mel ou doce na carne, o que não é típico de outros gêneros da família Cortinariaceae.
O pequeno gênero Volvanarius é conhecido apenas das florestas Nothofagaceae do Hemisfério Sul. Os membros desse grupo podem ser facilmente identificados no campo pelos basidiomas pequenos e semelhantes a Phlegmacium com um estipe bulboso e o véu universal que, na maioria das espécies, forma uma volva distinta na base do estipe.

## Comestibilidade
Apesar do grande número de espécies de Cortinariaceae, esse grupo não é muito consumido e geralmente é evitado. Poucas são muito apreciadas e há muitas espécies tóxicas nessa família.
Cortinarius é uma dos maiores gêneros de cogumelos, mas devido à grande quantidade de espécies não comestíveis e tóxicas, a maioria dos autores recomenda não comer nenhum Cortinarius. Até 1957, os poloneses comiam o Cortinarius orellanus, até que 102 pessoas se sentiram mal após o consumo do cogumelo e 11 morreram. Desde então, foram registrados casos de envenenamento na França, Suíça e Alemanha e Áustria. Atualmente, sabe-se que várias espécies de Cortinarius contêm uma toxina mortal, a orelanina, que causa insuficiência renal. A maioria dos cogumelos Cortinarius é muito pequena ou de sabor desagradável para ser consumida, mas alguns, como o Cortinarius caperatus e o grande e saboroso Cortinarius praestans, são muito apreciados. Entretanto, alguns micologistas acreditam que nenhum Cortinarius deve ser consumido.

## Links externos
- Cortinariaceae em Index Fungorum